# Crinifer zonurus
El turaco gris oriental (Crinifer zonurus) es una grande especie de ave arbórea Musophagiforme de la familia Musophagidae distribuida sabanas arboladas del este de África.

## Taxonomía
Fue descrito por primera vez por el naturalista alemán Eduard Rüppell en 1835. Está estrechamente relacionado con el Turaco gris occidental y muchos autores han considerado que son la misma especie. No se conocen subespecies.

## Descripción
Este turaco mide un promedio de 50 cm de longitud, incluyendo su larga cola, y pesa entre 500 y 750 gramos. Su plumaje en general es grisáceo con tonalidades marrón. La cabeza, su cresta eréctil, su cuello y pecho poseen un color marrón grisáceo. Sus partes inferiores son de color un color blanquecino con tonalidades marrón. Sus ojos y pico son amarillos y sus alas marrones desplegadas poseen unas barras blancas.
Ambos sexos son idénticos, pero los más jóvenes tienen una cabeza negra lanosa sin rayas plateadas. 

## Distribución y hábitat
El turaco gris oriental vive en tres grandes zonas del África Oriental: una zona que se extiende por Etiopía y Eritrea; otra zona que abarca los alrededores del Lago Victoria ocupando toda Uganda y penetrando hacia el noroeste hasta República Centroafricana; la última zona es una estrecha franja entre Chad y Sudán.
Vive principalmente en sabanas arboladas y zonas cultivadas, hasta 1900 m.

## Comportamiento
El turaco gris oriental es un ave diurna, arbórea y sedentaria. Pasa la mayor parte del tiempo entre las ramas de los árboles aunque puede bajar al suelo asiduamente para cazar insectos y beber. Es un ave bastante territorial que suele vivir en parejas o en pequeños grupos, sin embargo, si el alimento es abundante los grupos pueden llegar a alcanzar un número considerable.
Esta especie se alimenta de frutas (especialmente higos), semillas y otras materias vegetales; así como insectos. Generalmente, se alimenta en la copa de los árboles aunque también suele pasar tiempo en el suelo capturando insectos.
La temporada de cría varía a lo largo del año en su amplia zona de distribución, aunque suele estar asociada a la estación de lluvias. Construye un nido no muy firme escondido entre el follaje en la copa de los árboles. La puesta consiste en dos o tres huevos que incuban ambos padres durante al menos 28 días. Las crías nacen en avanzado estado, cubiertas de plumón y ya con los ojos abiertos; y serán cuidados y alimentados mediante regurgitación por ambos progenitores. Durante las dos o tres primeras semanas permanecerán en el nido solo saliendo del mismo para explorarlo muy torpemente. Con una o dos semanas más ya podrán volar y abandonarán el nido aunque seguirán bajo el cuidado paterno. 

## Conservación
Está catalogada por la IUCN como preocupación menor debido a la amplitud de su área de distribución y a que las poblaciones permanecen estables. Se encuentra amenazada por la destrucción de su hábitat y por la caza ilegal.